# Eulasiopalpus niveus
Eulasiopalpus niveus là một loài ruồi trong họ Tachinidae.